# Astragalus flexicaulis
Astragalus flexicaulis är en ärtväxtart som beskrevs av Dmitrii Ivanovich Sosnowsky. Astragalus flexicaulis ingår i släktet vedlar, och familjen ärtväxter. Inga underarter finns listade i Catalogue of Life.